# ناکامیچی
ناکامیچی (انگلیسی: Nakamichi) شرکت الکترونیک ژاپنی است، که در سال ۱۹۴۸ تأسیس شد.